# Kryształowy korek
Kryształowy korek (fr. Le Bouchon de cristal) – powieść autorstwa Maurice’a Leblanca opisująca przygody Arsène’a Lupina. Powieść publikowana była w gazecie „Le Journal” od września do listopada 1912 roku. Inspiracją Maurice’a Leblanca był niesławny skandal Panamy z 1892 i 1893 roku. Powieść czerpie z również z opowiadania Edgara Allana Poego pt. Skradziony list, pomysł ukrycia obiektu na widoku.
Serie wydawnicze
- Seria z Bluszczem (tom: 10)
- Klasyka Kryminału (Biblioteka Bluszcza)
- Klasyka francuskiego kryminału

Cykle
- Arsène Lupin (tom: 7)

## Fabuła
Podczas włamania do domu zastępcy Daubrecqa zostaje popełniona zbrodnia, a dwóch wspólników Arsène’a Lupina zostaje aresztowanych przez policję. Jeden z nich jest winny zbrodni, drugi niewinny, ale obaj zostają skazani na śmierć.
Lupin wyrusza na ratunek ofierze pomyłki sądowej, ale musi walczyć z Daubrecq'iem, pozbawionym skrupułów szantażystą, który posiada kompromitujący dokument, ukryty w kryształowej zatyczce.

## Rozdziały
Powieść w oryginale składa się z następujących rozdziałów:
Table des Matières
- Chapitre 1 – Arrestation
- Chapitre 2 – Huit ôtés de neuf, reste un
- Chapitre 3 – La vie privée d’Alexis Daubrecq
- Chapitre 4 – Le chef des ennemis
- Chapitre 5 – Les vingt-sept
- Chapitre 6 – La peine de mort
- Chapitre 7 – Le profil de Napoléon
- Chapitre 8 – La tour des Deux-Amants
- Chapitre 9 – Dans les ténèbres
- Chapitre 10 – Extra-dry?
- Chapitre 11 – La croix de Lorraine
- Chapitre 12 – L’échafaud
- Chapitre 13 – La dernière bataille